# 王周 (十六国)
王周（?—?），十六国后秦官员。
王周在后秦文桓帝姚兴在位时担任中書監。开始王周担任太子姚泓属下的太子詹事，姚兴的爱子姚弼谋夺太子之位，招揽士人作为自己的私党。王周也虚怀招纳士人，在太子东宫接纳同党，维护太子姚泓。姚弼讨厌他，多次陷害王周。王周抗志确然，不为所屈。姚兴嘉赏王周正直，任命王周为中書監。